# 瀬谷俊雄
瀬谷 俊雄（せや としお、1936年〈昭和11年〉4月2日 - 2025年〈令和7年〉3月11日）は、日本の銀行家。位階は従四位。
東邦銀行頭取、地域経済活性化支援機構社長、全国地方銀行協会会長、福島商工会議所会頭などを務めた。

## 人物・来歴
福島県白河市出身。東邦銀行の前身となる白河瀬谷銀行の創業家に生まれ、福島県立白河高等学校、慶應義塾大学経済学部を卒業。
父・誠一と祖父に渋沢栄一の銀行だからと勧められ、第一銀行に入行。枢要店である虎ノ門支店長を務め、当時の東邦銀行頭取の内池佐太郎から請われ、1986年（昭和61年）に東邦銀行に転じ、常務取締役に就任した。
副頭取を経て1990年（平成2年）から2007年（平成19年）まで17年間にわたって、頭取を務め、県内金融、経済業界を牽引。2004年（平成16年）から2007年（平成19年）までは全国地方銀行協会会長を務め、地銀の代表として郵政民営化問題などに対応した。会長だった2007年（平成19年）に福島商工会議所会頭と県商工会議所連合会長に就き、2期6年務めた。相談役を務めていた2012年（平成24年）には企業再生支援機構（現・地域経済活性化支援機構）社長に就任し約70社の企業再建を手がけた。このほか、東日本大震災と東京電力福島第一原発事故からの復興にも力を注ぎ、原子力損害賠償支援機構（現・原子力損害賠償・廃炉等支援機構、NDF）運営委員なども担った。2006年（平成18年）表千家同門会福島県支部長、2017年（平成29年）同会名誉会員。
2025年（令和7年）3月11日19時10分、肺炎のため、東京都内の病院で死去した。88歳没。死没日付をもって従四位に叙された。

## 略歴
- 福島県立白河高等学校卒業。
- 1959年（昭和34年） - 慶應義塾大学経済学部卒業後、第一銀行入行。
- 上池上支店長、業務推進本部業務推進役、東京中央支店次長、神田駅前、虎ノ門各支店長、本店審議役等を歴任する[10]。
- 1986年（昭和61年） - 東邦銀行入行、常務取締役。
- 1988年（昭和63年） - 同副頭取。
- 1990年（平成2年） - 同頭取。
- 2004年（平成16年） - 地銀協会長。
- 2007年（平成19年） - 福島商工会議所会頭。
- 2011年（平成23年） - 東邦銀行相談役[11]。
- 2012年（平成24年） - 企業再生支援機構代表取締役社長。
- 2013年（平成25年） 
  - 1月 - フランス共和国レジオンドヌール勲章シュヴァリエを受章[1]。
  - 4月 - 株式会社地域経済活性化支援機構代表取締役社長。
  - 10月 - 福島商工会議所会頭退任。
- 2014年（平成26年）- 原子力損害賠償支援機構運営委員。
- 2017年（平成29年）4月 - 旭日中綬章を受章[2][12]。